# Porthesaroa sogai
Porthesaroa sogai är en fjärilsart som beskrevs av Griveaud 1973. Porthesaroa sogai ingår i släktet Porthesaroa och familjen tofsspinnare. Inga underarter finns listade i Catalogue of Life.